# Tenuitellidae
Tenuitellidae es una familia de foraminíferos planctónicos de la superfamilia Globorotalioidea, del suborden Globigerinina y del orden Globigerinida.  Su rango cronoestratigráfico abarca desde el Luteciense (Eoceno medio) hasta la Actualidad.

## Discusión
Clasificaciones posteriores han incluido Tenuitellidae en la superfamilia Globigerinoidea. Clasificaciones previas incluían los taxones de Tenuitellidae en la Familia Candeinidae

## Clasificación
Tenuitellidae incluye a las siguientes subfamilia y géneros:
- Subfamilia Tenuitellinae †
  - Praetenuitella
  - Tenuitella
  - Tenuitellita